# Border Girl
Border Girl es el sexto álbum de estudio de la cantante mexicana Paulina Rubio, publicado el 17 de junio de 2002 por la compañía Universal Music Group, mismo día de su cumpleaños número 31. De acuerdo con sus declaraciones, el título del álbum es más una referencia a su formación como artista en un sentido metafórico que al acto en sí de hacer su crossover al mercado anglosajón. Para la producción, colaboró con el entonces CEO de Universal Records Doug Morris con el objetivo de ampliar su audiencia dado el éxito masivo de su álbum predecesor Paulina, que vendió más de 3 millones de copias a nivel mundial y recibió múltiples nominaciones a los Premios Grammy Latinos.   
El lanzamiento del sencillo «I'll Be Right Here (Sexual Lover)», versión en inglés de la exitosa canción «Y Yo Sigo Aquí», marcó el comienzo de esta transición al mercado internacional de la artista. Finalmente, los productores y el equipo de Paulina Rubio decidieron regrabar en inglés otras tres canciones del álbum Paulina para el álbum, pero con arreglos más vanguardistas. De género esencialmente pop, Border Girl explora elementos de R&B, disco, ranchera, hip hop, house y electrónica, sin olvidarse de sus ritmos latinos. Sus letras hablan, principalmente, de temas como el romance, el feminismo, la sexualidad y el empoderamiento.    
Tras su lanzamiento, Border Girl obtuvo críticas positivas de los críticos y periodistas musicales, muchos de los cuales elogiaron la producción del disco y la capacidad de la cantante para combinar diferentes géneros musicales. Desde el punto de vista comercial, el álbum alcanzó el puesto número once en la lista Billboard 200, convirtiéndose en el álbum con mayor éxito comercial de Paulina Rubio en los Estados Unidos. Además, recibió disco de oro por la Recording Industry Association of America (RIAA). Border Girl también fue certificado como disco de oro y disco de platino en Chile, España y México.
Para la promoción del material, el sencillo principal, «Don't Say Goodbye», tuvo buen desempeño en las listas musicales de sencillos, ubicándose dentro del top ten de España, Países Bajos y Canadá. Su video musical dirigido por The Brothers Strause, tuvo un costo de $1 millón de dólares, convirtiéndolo en uno de los videoclips más caros de la historia. Al igual que «Don't Say Goodbye», los siguientes sencillos, «The One You Love» y «Casanova», tuvieron sus respectivas contrapartes en español para el mercado hispano. «Fire (Sexy Dance)» y «Libre» solamente fueron  estrenados como sencillos regionales. A finales de 2002, la cantante se embarcó en una gira musical con Enrique Iglesias por varias ciudades de los Estados Unidos y Canadá; a su vez, hubo planes de realizar una gira mundial en solitario, pero finalmente no se llevó a cabo.

## Composición musical
Border Girl es un compendio de quince temas: once en inglés y otros cinco en español, es «esencialmente un álbum pop», con elementos destacados de influencia latina y dance. Dan Bova de Stuff escribió que el álbum es «ferozmente bailable» y se caracteriza por una textura más cosmopolita. Una opinión similar concibió la cadena de radio musical Los 40. El crítico de música de The Village Voice, Frank Cogan, la identificó como «[una colección de] música que se reproduce de diferentes maneras para diferentes oyentes: como pop comercial desapercibido o detestado, como música de radio bonita en el camino a casa del trabajo, como otro ritmo de sábado por la noche para bailar, como un momento trascendente en la pista de baile en el que los suspiros y la reverberación parecen habitar todo el espacio, como sexo en el tiempo libre y risitas». Border Girl engloba varios elementos de otros géneros y estilos como pop rock, baladas, techno, electrónica, hip hop, R&B, Hi-NRG y disco.

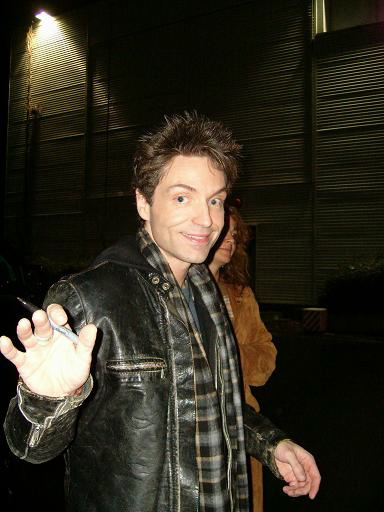
Para Border Girl, Paulina Rubio colaboró con el músico estadounidense Richard Marx en la composición de la canción que da título al álbum

La pista que abre el disco, «Don't Say Goodbye», que comienza con una introducción hablada de Paulina Rubio, es una canción dance-pop de estilo Europop que «mezcla ritmos techno boyantes, teclados arrolladores, guitarras jangle y voces estratosféricas». Rolling Stone la describió como «un himno de club animado». En contraste con el sonido «edificante», el contenido lírico de «Don't Say Goodbye» trata de un amor que está a punto de llegar a su fin. La canción le recuerda a la cantante que «las mujeres no tenemos ningún problema en decir cuando realmente quieres que alguien no se vaya». Los ritmos latinos de la segunda pista que incluye una percusión «chispeante» y «estridentes» notas de trompas latinas, «Casanova», es un dance-pop impulsado por los instrumentos de salsa y de guitarras españolas. La canción que da título al álbum y la primera balada del mismo, «Border Girl», es una canción «funky y melódica» escrita por Richard Marx «cuyos ritmos hip-hop subyacentes sólo sirven para hacerla aún más atractiva». Paulina Rubio se sintió identificada con las composiciones de Marx, asegurando que decidió trabajar con él porque comparten la misma «visión del mundo». La canción de amor «The One You Love»  es una melodía soft rock con dramáticas cuerdas latinas y armonías extravagantes. MTV la describió como «una efervescente melodía pop coloreada con guitarras flamencas» cuya letra trata «sobre la satisfacción de las necesidades de otra persona», mientras Chuck Taylor de Billboard alabó su producción y la consideró como una canción pop, «aunque con el tempo algo más moderado».
«Not That Kind of Girl», la quinta pista del álbum, es la versión original de la canción en español «Yo No Soy Esa Mujer», del álbum Paulina. Es la primera regrabación en inglés que aparece en Border Girl de su predecesor. Aunque la letra —reescrita por Jodi Marr— mantiene su naturaleza feminista, la melodía tiene una mezcla ligeramente diferente, con elementos de arena-rock. La siguiente pista, «Undeniable» es una canción de balada con tintes folk en la que Paulina Rubio «se deja llevar por sus propios recursos vocales». Inicia con la voz áspera de la cantante desenvolviéndose entre rasgueos de guitarra de fondo «casi acústico» y conforme se va desarrollando la pieza, los arreglos y los coros se vuelven más uniformes. Fue considerado como uno de los temas más destacados del álbum. También otro tema destacado por los críticos es la séptima canción, la versión en inglés de la ranchera hip-hop original "El último adiós" de Paulina, titulada "The Last Goodbye", que captura el sonido mexicano de la primera grabación, con una grandiosa producción «impulsada por la instrumentación tradicional de la ranchera, los ritmos del hip hop y la inteligencia del pop». Vibe la describió como «un himno de despedida». Siguiendo con los sonidos de hip-hop, la octava pista del álbum, «Stereo», es una canción minimalista y funky pero «cautivadora» de R&B con tintes de trip-hop que cuenta con un rap del rapero estadounidense Pretty Willie y la producción de Kenny Flav. La cantante explicó que la canción captura «los ritmos de las calles, del sentimiento de tener amigos con quien compartir, ir de fiesta y bailar al sonido de un buen DJ».
«I'll Be Right Here (Sexual Lover)», la primera canción grabada y considerada para Border Girl, es la versión en inglés del éxito internacional de Paulina Rubio «Y Yo Sigo Aquí». El tema perpetua el «ambiente discotequero» y «de baile» que la primera grabación, aunque su letra tiene una connotación mucho más sexual. Su producción fue considerada por José F. Promis de Allmusic como una «cancioncilla de baile Hi-NRG», al igual que la décima pista del álbum, «Fire (Sexy Dance)», otra canción regrabada en inglés de Paulina que a diferencia de las demás, es una vanguardista remezcla realizada por Hex Héctor. En una revisión retrospectiva sobre los trabajos de la cantante en inglés, la redacción del sitio web Idolator calificó a «I'll Be Right Here (Sexual Lover)» y «Fire (Sexy Dance)» como las «gemas brillantes» de Border Girl. También consideraron que la undécima pista del álbum, «I Was Made for Lovin' You», una versión del clásico de rock del grupo Kiss, era un «extraño, maravilloso y absolutamente entrañable» himno Hi-NRG. La versión de Paulina Rubio se impulsa sobre unos anodinos arreglos electro-disco de cuerdas, destacando como «una versión de club de alta energía» con un sonido de estilo dance-heavy que difiere del «bombardeo pirotécnico de Kiss».
El material se torna completamente en español a partir del duodécimo tema, «Si Tú Te Vas», seguido de la pista número trece «Baila Casanova», que destaca de su contrapartida en inglés por su introducción de coros masculinos y prominente sonido de metales. «Todo Mi Amor», la decimocuarta pista del álbum, mantiene su atmósfera romántica con toques flamencos, mientras la última pista de la edición mexicana, «Libre», cierra Border Girl con un enérgico himno LGBT ideal para la pista de baile.

## Recepción crítica
Border Girl recibió críticas generalmente favorables de los críticos y periodistas musicales , quienes aplaudieron la versatilidad de géneros dentro del álbum. José F. Promis de Allmusic le otorgó cuatro estrellas de cinco y fue extremadamente positivo llamándolo «uno de los álbumes pop más interesantes e internacionales de 2002». Además, elogió la producción del álbum como «una combinación ganadora de diferentes estilos musicales, uniendo exitosamente el pop, el dance, el hip-hop, el rock, las baladas, el pop latino e incluso la ranchera en un paquete delicioso». Joey Guerra de Amazon elogió el álbum como «una obra maestra que supera a cualquier álbum pop cantado en cualquier idioma», y dijo que «al igual que su predecesor [Paulina], combina hermosos ganchos con voces y coros, ritmos cautivadores y abundante energía que son esenciales para un gran álbum pop». Frank Kogan de The Village Voice también le dio una crítica aclamada y disfrutó de la música dance-pop y la orientación del género disco del álbum, diciendo que «esa música se reproduce de diferentes maneras para diferentes oyentes», y se emocionó por la voz de Rubio diciendo que «[su voz] es incluso más sexy en inglés que en español. O tal vez no es ella, sino su música, la que es más sexy». Ken Micallef de Rolling Stone también mostró curiosidad por la voz de Rubio y señaló que «con su buena apariencia descarada y su voz áspera y lista, muestra que su gusto por combinar tecno, pop y sabores mexicanos rápidamente afirma su potencial único».
Rhapsody revisó positivamente el álbum y lo describió como «música pop adictiva con florituras latinas, ritmos de baile y estribillos increíblemente pegadizos». Leila Cobo de Billboard lo calificó como «un álbum de fiesta, donde Rubio aparece como la chica fiestera perfecta para una postal». También, señaló que la cantante «ha modelado su debut en inglés más después de Cher que de Shakira». People favoreció la consistencia del álbum y reconoció que algunas canciones «recuerdan los números uptempo de Kylie Minogue de los años 80» y hace «un par de incursiones en el territorio pop-R&B de Jennifer Lopez". Por el contrario, Mark Bautz de Entertainment Weekly criticó a Border Girl como un álbum «corto en brío musical y larga en predecibilidad lírica». Una opinión similar dio Joe Ng, de MTV Asia, asegurando que el álbum tiene «estupendos ganchos pop, pero como los pegadizos jingles de los anuncios de televisión, venden productos envueltos en modas». Terminó diciendo que la cantante seguiría el mismo camino de Paula Abdul.
Por otro lado, medios especializados en música, como la emisora colombiana Tropicana notaron que «la dirección que tomó musicalmente Border Girl lo hace un álbum ideal para el mercado internacional, tanto por la variedad de ritmos y el balance musical que despliega, como por la inclusión de un repertorio mayoritariamente en inglés». El medio también señaló que «el hecho de haber sido la artista pop mexicana más importante desde hace 2 años, y de haberse hecho acreedora a múltiples reconocimientos, le brinda a Paulina Rubio una sólida plataforma para despegar con este nuevo lanzamiento, y como su traducción literal lo sugiere, traspasar fronteras».

## Premios y nominaciones
| Año  | Premios      | Trabajo nominado | Categoría                                           | Resultado | Ref.   |
| ---- | ------------ | ---------------- | --------------------------------------------------- | --------- | ------ |
| 2002 | Premios Oye! | Paulina Rubio    | Solista Femenina Internacional                      | Nominada  | [ 21 ] |
| 2002 | Premios Oye! | Paulina Rubio    | Solista Femenino Pop en español                     | Nominada  | [ 21 ] |
| 2002 | Premios Oye! | Paulina Rubio    | Artista Mexicana con Mayor Proyección Internacional | Ganadora  | [ 22 ] |

## Legado
Con Border Girl, Paulina Rubio se convirtió en la primera artista mexicana en la historia en hacer el crossover al mercado anglosajón e internacional. Marco Bissi, entonces Presidente de la división en México de Universal Music dijo que «históricamente [Paulina] será la primera artista mexicana que trascenderá en el mundo cantando en inglés». Durante la primera edición de los Premios Oye! fue honrada como la «Artista Mexicana con Mayor Proyección Internacional». De acuerdo al diario El Siglo de Torreón, la cantante «fue la primera artista pop mexicana en consolidarse a nivel internacional acarreando muchos triunfos y estando en la mira de todos».

## Lista de canciones
| N.º     | Título                              | Escritor(es)                                                         | Productor(es)           | Duración |  |
| 1.      | «Don't Say Goodbye»                 | Gen Rubin & Cheryl Yie                                               | Gen Rubin               | 4:49     |  |
| 2.      | «Casanova»                          | Calanit Ledani, Darryl Zero, Estéfano, Jeeve Ducornet, Kevin Colbert | Marcello Azevello       | 3:36     |  |
| 3.      | «Border Girl»                       | Richard Marx, David Eriksen                                          | David Eriksen           | 3:37     |  |
| 4.      | «The One You Love»                  | Troy Verges, Brett James                                             | Sheppard & Kenny Gioia  | 3:48     |  |
| 5.      | «Not That Kind of Girl»             | Christrian De Walden, Jodi Marr                                      | David Eriksen           | 3:26     |  |
| 6.      | «Undeniable»                        | Rodolfo Castillo, Marr                                               | David Eriksen           | 3:30     |  |
| 7.      | «The Last Goodbye»                  | Estéfano, Marr                                                       | Chris Rodríguez         | 3:40     |  |
| 8.      | «Stereo» (Feat. Pretty Willie)      | Michelle Bell                                                        | Kenny Flav, Lenio Purry | 3:49     |  |
| 9.      | «I'll Be Right Here (Sexual Lover)» | Estéfano                                                             | Marcello Azevello       | 3:58     |  |
| 10.     | «Fire (Sexy Dance)»                 | Estéfano                                                             | Marcello Azevello       | 3:29     |  |
| 11.     | «I Was Made for Lovin' You»         | Paul Stanley, Desmond Child, Vini Poncia                             | Brian Rawling           | 3:33     |  |
| 12.     | «Si tú te vas»                      | Rubin, Yie, Luis Gómez-Escolar                                       | Rubin                   | 4:51     |  |
| 13.     | «Baila Casanova»                    | Ledani, Zero, Estéfano, Jeeve, Colbert                               | Azevedo                 | 3:46     |  |
| 14.     | «Todo mi amor»                      | Verges, Brett James, Gómez-Escolar                                   | Sheppard & Kenny        | 3:36     |  |
| 15.     | «Libre»                             | Estéfano, Azevedo                                                    | Azevedo                 | 3:43     |  |
| 16.     | «Y yo sigo aquí»                    | Estéfano                                                             | Azevedo                 | 3:58     |  |
| 1:01:15 |                                     |                                                                      |                         |          |  |

- Edición Europea

| Border Girl - Edición Europea [Bonus Track] |                                |          |  |
| N.º                                         | Título                         | Duración |  |
| 17.                                         | «Vive el verano» (Bonus Track) | 4:10     |  |

- Edición Japonesa

| Border Girl - Edición Japonesa [Bonus Tracks] |                                             |          |  |
| N.º                                           | Título                                      | Duración |  |
| 17.                                           | «Don't Say Goodbye» (Spanish Fly Radio Mix) | 3:47     |  |
| 18.                                           | «Don't Say Goodbye» (Music Video)           | 3:40     |  |

- Edición Especial Mexicana

| Border Girl - Edición Especial Mexicana [Bonus Tracks] |                                   |          |  |
| N.º                                                    | Título                            | Duración |  |
| 17.                                                    | «Don't Say Goodbye» (Music Video) | 3:40     |  |
| 18.                                                    | «Si tú te vas» (Music Video)      | 3:40     |  |

## Listas de popularidad y certificaciones
| Lista (2002)                   | Posición |
| ------------------------------ | -------- |
| España (Promusicae)            | 3        |
| Estados Unidos (Billboard 200) | 11       |
| Italia (FIMI)                  | 35       |
| Japón (Oricon)                 | 33       |
| Suiza (Schweizer Hitparade)    | 95       |

| País                                                     | Certificación | Ventas  |
| -------------------------------------------------------- | ------------- | ------- |
| Chile (IFPI Chile)                                       | Oro           | 10 000  |
| España (Promusicae)                                      | Platino       | 100 000 |
| Estados Unidos (RIAA)                                    | Oro           | 500 000 |
| México (Amprofon)                                        | Platino       | 150 000 |
| ^cifras de envíos basadas únicamente en la certificación |               |         |

## Créditos y personal
Adaptados en el booklet del álbum.
- Grabación en Battery Studios, ProTopia Studios, Soundtrack Studios y The Hit Factory (Nueva York); The Engine Studios (Los Ángeles); Maximusic Studio, Midnight Blue Studios y South Beach Studios (Miami); Stereo Studio 1 (Oslo)

### Intérpretes
- Paulina Rubio - artista principal, voz, coros
- Pretty Willie - artista invitado
- Ed Calle - artista invitado
- Estéfano - coros
- Marcello Azevedo - coros
- Michelle Bell - coros
- Tommy Torres - coros
- Jessica Chirino - coros
- Michael Cosculluela  - coros
- Vicky Echeverri - coros
- Jennifer Karr - coros
- Marian Lisland - coros
- Lorraine McIntosh - coros

### Músicos
- Marcello Azevedo - bajo, teclados, batería, guitarra, guitarra eléctrica
- Edwin Bonilla - percusión
- Javier Carrion – guitarra
- Tony Concepción – trompa, trompeta
- Gustavo Correa – violín
- David Eriksen – teclados
- Orlando J. Forte – violín
- Sindre Hotvedt – acordeón
- Hitesh Hubner – piano Rhodes
- Roderigo Medeiros – guitarra eléctrica
- Alfredo Oliva – violín
- Sal Oristano – guitarra
- Orquesta Filarmónica de Oslo - cuerdas
- Børge Petersen-Øverleir - guitarra
- Brian Rawling - batería
- Gen Rubin - guitarra acústica, teclados
- Sheppard - bajo, guitarra
- Dana Teboe – trompa
- Dan Warner – guitarra
- Ivan Zervigon – percusión

### Composición y producción
- Doug Morris - productor ejecutivo
- Bruce Carbone - productor ejecutivo
- Sal Guastella - productor ejecutivo
- Marcello Azevedo - arreglista, compositor, ingeniero, productor, programación
- David Eriksen - arreglista, compositor, programación de baterías, ingeniero, productor, programación
- Estéfano - compositor, adaptación al español
- Cheryl Yie - compositor
- Richard Marx - compositor
- Kevin Colbert - compositor
- Jeeve - compositor
- Calanit Ledani - compositor
- Brett James - compositor
- Troy Verges - compositor
- Michelle Bell - compositor
- Christian De Walden - compositor
- Jodi Marr - compositor
- Rodolfo Castillo - compositor
- Desmond Child - compositor
- Paul Stanley - compositor
- Vini Poncia - compositor
- Bob Rosa - ingeniero, mezcla, ingeniero vocal, productor vocal
- Gen Rubin - arreglista, compositor, programación de baterías, ingeniero, productor
- Sheppard - ingeniero, productor, programación, compositor
- Brian Rawling - arreglista, productor
- Silvio Richetto - ingeniero
- Audrey Martells - ingeniero
- Bill Importico - ingeniero
- Hitesh Hubner - programación
- Gary Miller - mezcla, programación
- Ron Taylor - mezcla
- Hex Héctor - mezcla, productor, remezcla
- DJ Saber - ingeniero de corte
- Craig Robert Smith - ingeniero, asistente de mezcla
- Ed Calle - arreglista
- Javier Carrion - ingeniero
- Andrés Bermúdez - ingeniero de trompa, ingeniero de pista, ingeniero vocal
- Rey Nerio - arreglos de trompa, conjunto de interpretación
- Katie Agresta - técnico vocal
- Jules Gondar - ingeniero vocal
- Ralf Virguez - asistente de estudio

### Diseño
- Sandy Brummels - dirección artística
- Nina Freeman - A&r
- Angela Spellman - A&R
- César Urrutia - fotografía de la portada
- Omar Cruz - fotografía